# Alexandre Corbeau
Alexandre Louis Corbeau (Schaarbeek, 10 maart 1913 - 22 april 1981) was een Belgisch volksvertegenwoordiger.

## Levensloop
Corbeau was licentiaat handelswetenschappen en industrieel.
In 1965 werd hij verkozen tot liberaal volksvertegenwoordiger voor het arrondissement Brussel. Hij vervulde dit mandaat tot in 1971. Hij behoorde tot de katholieken die de PVV hadden vervoegd en aantoonden dat de opening van de partij tot het gelovige deel van de bevolking geen symbolische 'stunt' was.
In 1970 werd hij verkozen tot gemeenteraadslid voor Sint-Lambrechts-Woluwe en in 1971 werd hij er schepen.